# Annerod
Annerod ist ein Ortsteil der Gemeinde Fernwald im mittelhessischen Landkreis Gießen.

## Geografische Lage
Annerod liegt etwa 5 km östlich von Gießen umgeben von Wäldern. Durch den Ort führt die Kreisstraße 157, die nordwestlich in die Bundesstraße 49 mündet.

## Geschichte

### Historische Namensformen
1307 wird ein „Johannes de Anenrode“ urkundlich erwähnt.
In einem Kopiar von 1312 heißt es: „in Anenrode“. Erstmals wird 1318 die Siedlungsform villa für den Ort angegeben: „... in villa Anninrode“, (im Dorf Annerod). Eine Urkunde von 1494 belegt „zu Anrode“. Die historischen Namensformen lassen den Ortsnamen auf den Rufnamen Anno zurückführen.
Der Namensteil rode für roden deutet auf eine gerodete Waldfläche hin.

### Ortsgeschichte
1703 wurde Annerod im hessisch-nassauischen Teilungsvertrag Hessen zugeschrieben.
Die Statistisch-topographisch-historische Beschreibung des Großherzogthums Hessen berichtet 1830 über Annerod:

„Annerod (L. Bez. Giessen) evangel. Filialdorf; liegt 1 St. von Giessen, hat 74 Häuser und 360 evangel. Einw., 1 Kirche und 1 Mühle. Im Jahr 1820 wurden auf der Anneröder Heide viele teutsche Todtenhügel entdeckt. Durch die Aufhebung der Gemeinschaft mit Nassau Weilburg im Jahr 1703, kam der Ort ausschließend an Hessen.“

Annerod gehörte zum Gebiet des Gemeinen Rechts, das hier ohne die Überlagerung von Partikularrecht galt. Dieses behielt seine Geltung auch während der Zugehörigkeit zum Großherzogtum Hessen im 19. Jahrhundert, bis es zum 1. Januar 1900 von dem einheitlich im ganzen Deutschen Reich geltenden Bürgerlichen Gesetzbuch abgelöst wurde.
Im Zuge der Gebietsreform in Hessen schloss sich die Gemeinde Annerod am 31. Dezember 1971 freiwillig mit den Gemeinden Albach und Steinbach zur Gemeinde Fernwald zusammen.

### Verwaltungsgeschichte im Überblick
Die folgende Liste zeigt die Staaten und Verwaltungseinheiten, denen Annerod angehört(e):

- ab 14. Jahrhundert: Heiliges Römisches Reich, Amt Hüttenberg (Kondominium: Grafschaft Nassau und  Landgrafschaft Hessen)
- ab 1567: Heiliges Römisches Reich,  Amt Hüttenberg (Kondominium: Grafschaft Nassau und Landgrafschaft Hessen-Marburg)[13]
- 1604–1648: hessischer Anteil strittig zwischen Landgrafschaft Hessen-Darmstadt und Landgrafschaft Hessen-Kassel (Hessenkrieg)
- ab 1604: Heiliges Römisches Reich, Amt Hüttenberg (Kondominium: Grafschaft Nassau-Weilburg und Landgrafschaft Hessen-Darmstadt)
- ab 1703: Heiliges Römisches Reich, Landgrafschaft Hessen-Darmstadt (durch Teilungsvertrag), Oberfürstentum Hessen, Amt Hüttenberg[14]
- ab 1806: Großherzogtum Hessen,[Anm. 2] Fürstentum Oberhessen, Amt Hüttenberg[15][16]
- ab 1815: Großherzogtum Hessen, Provinz Oberhessen, Amt Hüttenberg[17]
- ab 1821: Großherzogtum Hessen, Provinz Oberhessen, Landratsbezirk Gießen[Anm. 3]
- ab 1832: Großherzogtum Hessen, Provinz Oberhessen, Kreis Grünberg
- ab 1837: Großherzogtum Hessen, Provinz Oberhessen, Kreis Gießen
- ab 1848: Großherzogtum Hessen, Regierungsbezirk Gießen
- ab 1852: Großherzogtum Hessen, Provinz Oberhessen, Landkreis Gießen
- ab 1867: Norddeutscher Bund[Anm. 4], Großherzogtum Hessen, Provinz Oberhessen, Landkreis Gießen
- ab 1871: Deutsches Reich, Großherzogtum Hessen, Provinz Oberhessen, Landkreis Gießen
- ab 1938: Deutsches Reich, Volksstaat Hessen, Landkreis Gießen[18][Anm. 5]
- ab 1918: Deutsches Reich (Weimarer Republik), Volksstaat Hessen, Provinz Oberhessen, Landkreis Gießen
- ab 1945: Amerikanische Besatzungszone,[Anm. 6] Groß-Hessen, Regierungsbezirk Darmstadt, Landkreis Gießen
- ab 1946: Amerikanische Besatzungszone, Hessen, Regierungsbezirk Darmstadt, Landkreis Gießen
- ab 1949: Bundesrepublik Deutschland, Hessen, Regierungsbezirk Darmstadt, Landkreis Gießen
- ab 1972: Bundesrepublik Deutschland, Hessen, Regierungsbezirk Darmstadt, Landkreis Gießen, Gemeinde Fernwald[Anm. 7]
- ab 1977: Bundesrepublik Deutschland, Land Hessen, Regierungsbezirk Darmstadt, Lahn-Dill-Kreis, Gemeinde Fernwald
- ab 1979: Bundesrepublik Deutschland, Land Hessen, Regierungsbezirk Darmstadt, Landkreis Gießen, Gemeinde Fernwald
- ab 1981: Bundesrepublik Deutschland, Land Hessen, Regierungsbezirk Gießen, Landkreis Gießen, Gemeinde Fernwald

## Bevölkerung
Nach 1945 verzeichnete der Ort bezüglich der Einwohnerzahl die stärkste Zuwachsrate aller Gemeinden im Kreis Gießen. Auch von 1965 bis 2005 stieg die Zahl der Einwohner, bedingt auch durch ausgewiesene Neubaugebiete und Ansiedlung von Industrie, von 1.500 Einwohnern auf über 2.800.

### Einwohnerentwicklung
Quelle: Historisches Ortslexikon
| • 1502: | 15 Hausgesesse                                                                         |
| • 1577: | 35 Hausgesesse                                                                         |
| • 1630: | 6 zweispännige, 12 einspännige Ackerleute, 21 Einläuftige, 2 Witwen, 6 Vormundschaften |
| • 1677: | 44 Hausgesesse, davon 2 freie.                                                         |
| • 1742: | ein Geistlicher/Beamter, 82 Untertanen, 33 Junge Mannschaften, 3 Beisassen/Juden.      |
| • 1791: | 317 Einwohner                                                                          |
| • 1800: | 318 Einwohner                                                                          |
| • 1806: | 303 Einwohner, 75 Häuser                                                               |
| • 1829: | 360 Einwohner, 74 Häuser                                                               |
| • 1867: | 470 Einwohner, 76 bewohnte Gebäude                                                     |
| • 1875: | 502 Einwohner, 82 bewohnte Gebäude                                                     |

| Annerod: Einwohnerzahlen von 1791 bis 2011 | Annerod: Einwohnerzahlen von 1791 bis 2011 | Annerod: Einwohnerzahlen von 1791 bis 2011 | Annerod: Einwohnerzahlen von 1791 bis 2011 | Annerod: Einwohnerzahlen von 1791 bis 2011 |
| --- | ------------------------------------------ | ------------------------------------------ | ------------------------------------------ | ------------------------------------------ |
| Jahr |                                            |                                            |                                            | Einwohner                                  |
| 1791 | 1791                                       |                                            | 317                                        | 317                                        |
| 1800 | 1800                                       |                                            | 318                                        | 318                                        |
| 1806 | 1806                                       |                                            | 303                                        | 303                                        |
| 1829 | 1829                                       |                                            | 360                                        | 360                                        |
| 1834 | 1834                                       |                                            | 369                                        | 369                                        |
| 1840 | 1840                                       |                                            | 398                                        | 398                                        |
| 1846 | 1846                                       |                                            | 430                                        | 430                                        |
| 1852 | 1852                                       |                                            | 426                                        | 426                                        |
| 1858 | 1858                                       |                                            | 467                                        | 467                                        |
| 1864 | 1864                                       |                                            | 479                                        | 479                                        |
| 1871 | 1871                                       |                                            | 490                                        | 490                                        |
| 1875 | 1875                                       |                                            | 502                                        | 502                                        |
| 1885 | 1885                                       |                                            | 514                                        | 514                                        |
| 1895 | 1895                                       |                                            | 529                                        | 529                                        |
| 1905 | 1905                                       |                                            | 575                                        | 575                                        |
| 1910 | 1910                                       |                                            | 598                                        | 598                                        |
| 1925 | 1925                                       |                                            | 638                                        | 638                                        |
| 1939 | 1939                                       |                                            | 745                                        | 745                                        |
| 1946 | 1946                                       |                                            | 1.024                                      | 1.024                                      |
| 1950 | 1950                                       |                                            | 1.083                                      | 1.083                                      |
| 1956 | 1956                                       |                                            | 1.074                                      | 1.074                                      |
| 1961 | 1961                                       |                                            | 1.113                                      | 1.113                                      |
| 1967 | 1967                                       |                                            | 1.286                                      | 1.286                                      |
| 1980 | 1980                                       |                                            | ?                                          | ?                                          |
| 1987 | 1987                                       |                                            | 2.388                                      | 2.388                                      |
| 2000 | 2000                                       |                                            | ?                                          | ?                                          |
| 2011 | 2011                                       |                                            | 2.526                                      | 2.526                                      |
| Datenquelle: Historisches Gemeindeverzeichnis für Hessen: Die Bevölkerung der Gemeinden 1834 bis 1967. Wiesbaden: Hessisches Statistisches Landesamt, 1968. Weitere Quellen: ; Volkszählung 1987; Zensus 2011 |                                            |                                            |                                            |                                            |

### Historische Religionszugehörigkeit
Quelle: Historisches Ortslexikon
| • 1829: | 360 evangelisch Einwohner                           |
| • 1895: | 536 evangelisch Einwohner                           |
| • 1961: | 882 evangelische, 203 römisch-katholische Einwohner |

### Historische Erwerbstätigkeit
Quelle: Historisches Ortslexikon
| • 1961: | Erwerbspersonen: 115 Land- und Forstwirtschaft, 194 Produzierendes Gewerbe, 91 Handel, Verkehr und Nachrichtenübermittlung, 126 Dienstleistungen und Sonstiges. |

## Kultur und Sehenswürdigkeiten

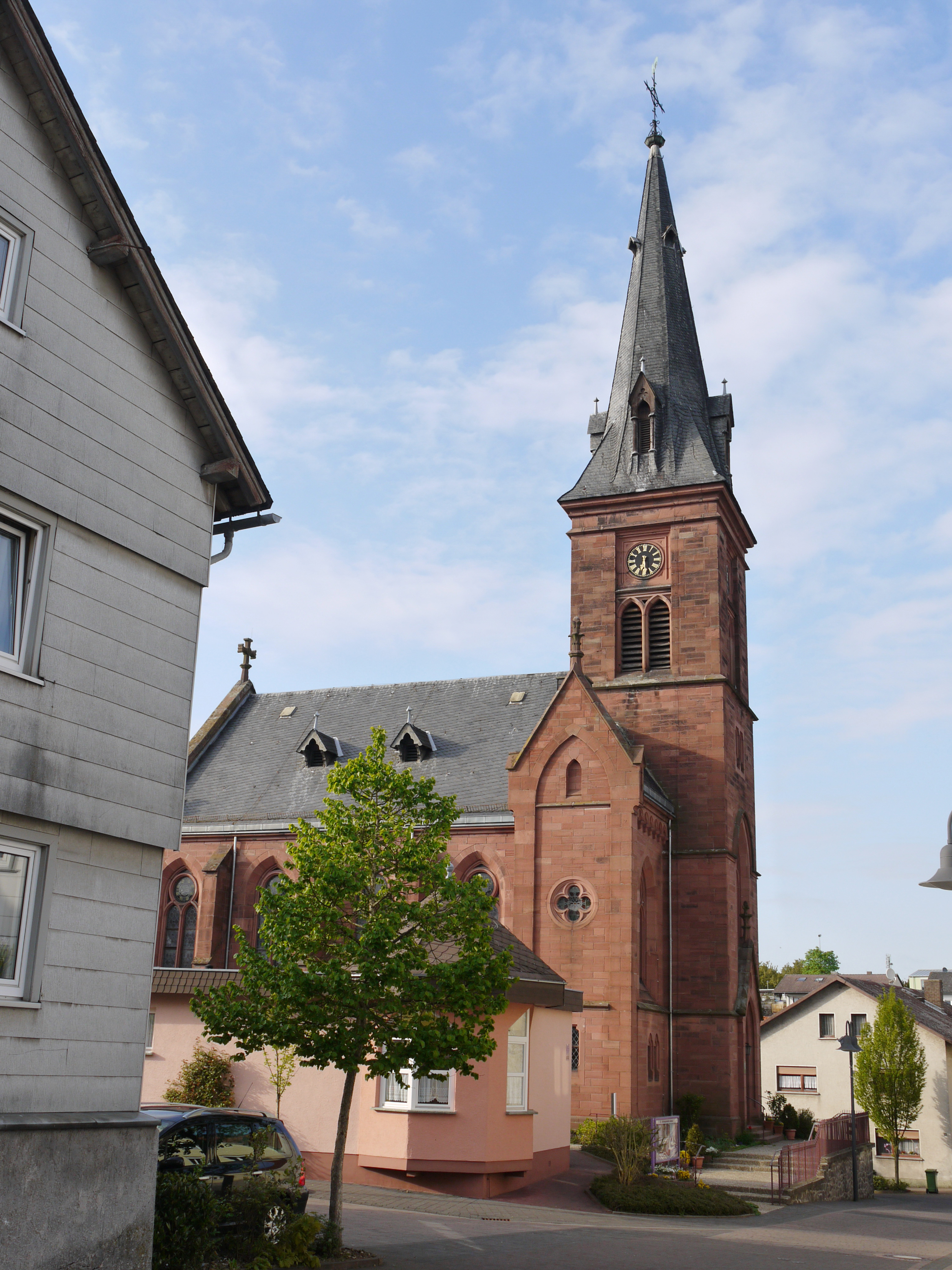
Ev. Kirche von 1880

### Bauwerke
Die Evangelische Kirche ist im neugotischen Stil 1879/1880 errichtet worden. Sehenswert sind vor allem auch die Holzschnitzarbeiten im Inneren.
Das Heimatmuseum Annerod bietet einen Einblick in die oberhessische Kultur und Lebensweise vergangener Zeiten.

### Vereine
In Annerod gibt es folgende Vereine:
- Sportverein Annerod
- Gesangverein „Heiterkeit“ Annerod
- Heimatverein Annerod
- Schützenclub Annerod
- Tennisclub Annerod
- Naturschutz- und Gartenbauverein Annerod
- Freiwillige Feuerwehr Annerod

## Wirtschaft und Infrastruktur
Im Norden Annerods liegt das gleichnamige Industrie- und Gewerbegebiet, in dem einige bekannte Firmen angesiedelt sind, z. B. die Rovema Verpackungsservice GmbH.
Alle Ortsteile von Fernwald, so auch Annerod, sind durch Busverbindungen mit Gießen verbunden. Der Ort liegt direkt an der B 49 und unweit der Autobahnen A 485 und A 5 sowie der B 457.